# Rhizopus
Rhizopus é um "sapróbio comum e parasita facultativo de frutos e vegetais maduros".
É um género de bolores que inclui fungos filamentosos cosmopolitas encontrados no solo, frutos e vegetais em decomposição, fezes de animais e pão velho.
As espécies de Rhizopus produzem esporos sexuais e assexuais. Os esporangiósporos assexuais são produzidos no interior de uma estrutura com forma de cabeça de alfinete, o esporângio, e são geneticamente idênticos ao seu progenitor. Os esporângios são suportados por uma grande columela apofisada, e os esporangióforos surgem entre rizoides distintos. Zigósporos escuros são produzidos após a fusão de dois micélios compatíveis durante a reprodução sexuada. Dão origem a colónias que podem ser geneticamente diferentes dos seus progenitores.
Algumas espécies de Rhizopus são agentes infecciosos oportunistas da zigomicose humana. Podem causar infeccções sérias (e muitas vezes fatais) em humanos e animais devido à sua elevada taxa de crescimento e por poderem desenvolver-se a temperaturas relativamente elevadas. Algumas espécies são patógenos vegetais. Duas são utilizadas na fermentação de alimentos: Rhizopus oligosporus, é usada na produção de tempeh, um alimento fermentado derivado de grãos de soja, e de oncom; R. oryzae é usado na produção de bebidas alcoólicas em partes da Ásia e África.
As infecções por Rhizopus são uma complicação associada à cetoacidose diabética.